# 三六海防事件
三六海防事件是1946年3月6日中华民国与法国舰队在越南海防发生的一起军事冲突。

## 背景
1944年12月，国民政府在昆明设立中国陆军总司令部，军政部长何应钦任首脑，包含越南军务。1945年根据《波茨坦公告》，盟军统帅部规定：台湾及越南老挝北纬16度以北地区由中国军队受降，日军必须向中国缴械。驻昆明法军司令亚力山得里赴中国陆军总部驻昆明办事处，与主任陈修和洽谈，企图派法国飞机到河内与日军联系。陈立即报告何应饮，称法国想在中国之前取得越南。中国政府拒绝其要求，令昆明空军司令晏玉琮扣留在昆明的法国飞机，通知法方中国军队到河内后法国飞机才能起飞。9月9日南京受降。第1方面军司令卢汉率军入越，接受印度支那16°线以北日军投降。9月28日，中国军队在河内受降，英国美国均派代表。中国政府禁止法军入境受降，中国军队释放了被日本关押的法军但不准他们携带武器，不得悬挂法国国旗，中国军队保护他们的生命财产。1945年10月，卢汉第60军调往东北，第一方面军第53军调到越南。12月初，第130师到达越南海防，控制煤矿、交通和治安，将投降日军2.8万余人分三处看管。1946年2月28日，中法在重庆签定《中法协定》，法国报纸称中法交防日期自3月1日至15日开始，31日完毕，交防地点自海防始，次及河内，法军于海防登陆前12小时，飞机12架运送武器，降落河内机场。法国为了镇压胡志明等共产党人，要尽快收回海防。
3月5日上午，驻海防法国领事代表阿夫申来到第130师师部，手持西贡报纸，要求准许登陆。王理寰表示，没有上级命令。报纸不足为凭。阿夫申威胁：法军两万人，分乘19艘军舰，从西贡出发，6日早展在海防登陆，你们命令到达，就已耽误法军北越全局行动。王理囊告诫：我是军人，守土有责。中午，阿夫申又来催促，王理寰回绝，他与军部取得联系，上级也已做了最坏打算。驻海防的第130师做好迎战准备。参谋长王冠英在市内布置巷战。王理寰到港口，码头配备阵地。师主力338团1营配属2个连工兵做为守备。一营一连守卫码头，集中全连火箭筒6门，60迫击炮6门，轻重机枪6挺，并加强师属炮兵战防炮2门，重迫击炮2门，火焰喷射器1具。下午2时，王理寰将计划告知海防市政府和华侨首领，海防市政府在救灾和医疗等方面给予方便和协助。下午6时，阿夫申第三次来到130师师部，称法军已到近海，电报不通，不能制止其前进，预计6日晨6时可能在海防登陆。王理寰指出：“电报不通，你怎么知道法军已到近海？”王理寰向阿夫申要法军舰上的电报呼号，以便阻止，遭拒绝。王理寰宣布：1.海防由本日晚8时起戒严。2.军队接管自来水厂和发电厂。3.港内所有船只一律开入内河20里处停泊。4.法国侨民区禁止出入。5.关闭海防港和灯塔。王理寰迅速将情况上报53军副军长赵镇藩（军长回国公务未回），赵镇藩表示同意并报告给第一方面军总司令部。 
战役过程
3月6日晨2时许，338团1营营长张允诚报告，现下近海发现一片红光向港口驶来，前沿阵地立即发射阻止信号10余发，对方不理。师部令按战斗计划执行。3时许，法舰驶入港口，338团对空鸣枪，法舰分3队列队完毕，以密集火力向岸上扫射半小时。击中弹药库，引起爆炸，法舰向码头靠拢，一舰在前，两舰紧随其后。一舰靠近码头后，338团猛烈开火。法舰三次企图冲进码头均被击退。整顿后，法舰以6艘军舰为先锋向码头冲来，王理寰命所有炮兵几十门炮一齐开火，击沉法舰一艘，重创两艘，其余法舰调头回窜。法军死伤约500余人；中国守军仅有几十人受伤，至130师奉命离开海防回前，法军始终无法进占海防。 法舰队司令阿巴努海军中将插起白旗，要求停火，130师停止射击。阿巴努及其随从乘小艇上岸，坐着插白旗的汽车到130师师部与守军谈判。阿巴努称130师不遵守两国协定，破坏盟军友谊。王理寰严斥，阿巴努认错道歉。
经谈判认定：
1.此次误会纯由法军负责；2.海防各国居民一切损失，均由法军赔偿；3.法军保证绝不再来偷袭海防守地；4.被击沉、击伤的法舰，在中军监视下准予打捞拖走；5.中方即日无条件释放法军被俘人员，双方伤亡各自负责。协定不涉及两国友谊和两国政府外交上其他方面。阿巴努不同意第三条，认为不能写‘再’字，这样写是法军的耻辱，不肯签字。王理寰说：“法军由西贡来偷袭海防，根本就不是光荣的。六十年前冯子材和刘永福把你们打败，法国却以欺骗的手段割取了越南。今天中国已不是昔时的中国，再想做那个梦是不成的。你如果决定不签字，就只有再打，没有谈判的余地。”
3月6日14时30分，阿巴努与王理寰在协定上签字。阿巴努被送到海岸码头。在中军监视下，法军收集残兵打捞军舰，7日8时离开海岸，去西贡。华侨代表30多人到第130师慰问。中国第一方面军参谋长马瑛委派赵镇藩的代表到第130师部慰问。驻海防法国领事代表也到师部道歉，要求解除法国街的禁令和照旧保护。8日上午王理寰到河内第一方面军司令部汇报，在河内中文报纸上谴责法军偷袭。3月10日，卢汉到海防慰问军队和华侨，到码头视察被击焚的弹药库。 法方被迫在河内东方汇理银行签定法越初步协定。中、美、英三国均派代表参加。越南政府和法军组织参谋会议，成立联络处，接管中国驻军的防务，都由法越双方会同办理。海防港外停留在军舰上的法军，法越协定签字后，中国允许他们在海防登岸，指定地区驻扎；接防日期另由中越法三方商定。3月17日，130师离开海防，18日法军开入河内，以后陆续交防，4月底交接完毕。5月，国军全部撤出越南

## 争议
3月4日法方公函称：根据重庆《中法协定》和中法参谋会议的规定，第一次法军于海防登陆日期为3月5日至6日。但中方查这些文件及3月4日蒋介石给一方面军关于交防的三份电令、及3月8日军令部给驻越南特派员蔡仁清电报，均无该内容。后盟国(美英苏)联合对事件进行调查。法方没有拿出该文件或证明。中国派军令部二处处长唐君铂、参谋李济欧和陈忠芳到河内，口头证明：中法重庆参谋会议无该内容;60军暂21师参谋主任杨肇骧讲，“蒋介石于2月28日与法国签定《中法协定》后，就根据协定原则电令驻河内的第一方面军司令部，让法军于3月6日在海防登陆。第一方面军接到蒋介石的电令之后，即转饬驻海防的军队遵办，我当时在海防曾接到此命令。”不过找不到文字记录。参谋长马锳召集中国顾问团(由外交、军政、财政、经济、交通、粮食六部和中央党部七位特派员组成)、本部有关处长和53军副军长赵振藩(军长周福成在重庆)商议。大家虽对交防安排不满，还是决定遵令交防，只是对法方要求6日在海防登陆一节，认为应斟酌越北情况，慎重处理。财政部特派员朱偰《越南受降日记》所记会议决定，与一方面军司令部的记录一致。会议决定，司令部一面通知法方暂缓，一面给蒋介石暨外交部、军令部、陆军总部发了三份电报，提出“法军应暂缓在海防登陆”。3月4日晚8时，中法举行军事代表联席会议，双方三十余人出席，马锳主持。法方仍要求3月6日登陆。马锳和陆总特派员陈修和都说不同意，陈修和警告，“法越谈判没有成功以前，我们不能让你们单方面接防。如你们强行进军，法越发生冲突，中国的军官和士兵肯定将站在越南方面作战”。3月5日凌晨3时不欢而散。3月5日下午6时，萨朗又来见马锳和赵振藩，讲法舰到海防外海，6日登陆，马锳拒绝;5日晚11时法越达成协议后，同意法军3月7日晨登陆。
杨肇骧说接到司令部允许法军登陆命令，“3月5日下午，第一方面军司令部忽派副参谋长尹继勋到海防把命令收了回去。既不说明收回成命的原因，又不对是否准许法军登陆作出指示”。王理寰讲，没接到任何命令，而是3月4日在法国报纸上看到关于《中法协定》要向法军交防的消息。向军部询问，军部没有接到命令;5日一早他又和赵振藩通电话，赵振藩说“昨晚开了一夜会，群龙无首，毫无结果而散，现在只有听之而已”。朱偰讲，3月5日晨，顾问团在军政部特派员邵百昌处集会，尹继勋和赵振藩、陈修和前来报告，准许法军6日登陆。顾问团坚决反对，赵振藩急电飞机场，阻止中法联络官去海防传达准许法军登陆命令，距飞机起飞仅差了一分钟。陈修则否认“司令部已同意交防和命令60军守中立”。杨肇骧说：一方面军实际是利用东北军的130师来打法军，但不下正式命令，同时暗地指示滇军60军支援。这样冲突责任就归130师去负，而滇军坐收渔人之利。另外滇军将领们怕卢汉像龙云一样被蒋介石软禁，发生军事冲突可以要求把卢汉放回来。陈修和、朱偰、赵振藩、王理寰等不是滇系中人，不了解滇军内幕，而尹继勋3月5日下午的确缺席了河内的有关活动。因此一方面军司令部让53军暨130师相机处理的同时，可能对60军另有指令，并由尹继勋在3月5日下午赶到海防将命令收回。法方称法军3月1日从西贡出发，根据中方情报和盟国调查，实际是2月26日出发，在重庆《中法协定》签字前两天，而且悬挂美国旗，以隐匿其行动，进抵海防外海才改挂法国旗;法军越北司令萨朗与中方约定3月7日登陆，法舰仍于6日晨闯进海防港强行登陆，是炮舰政策，预谋武力震慑。早8时许冲突，激战到10时30分，中国军队停止射击。海防中国守军是53军130师的师直属部队(山炮营尚留在云南开远)和388团的第一营。60军集结海防附近待运，所属184师和暂编21师的两个山炮营参加了战斗。法军联络官讲法军两万多人，19艘军舰。实际军舰12艘，载运一个重装步兵师约2万人。
王理寰3月5日下午到海防附近的日军集中营(海防及涂山日军集中营人数分别为579人和1023人，均已解除武装)，和日军善后联络部长、原印支驻屯军司令土桥勇逸联系，要日军必要时换穿军服参加中国军队一起作战。土桥勇逸表示服从。但并未付诸实施。60军184师和暂编21师的山炮营主要装备日本94式山炮，炮手有不少是日军俘虏。
法方提出的法军伤亡三千余人，中方提出中国军队伤亡三十余人。
王理寰讲俘虏了法国舰队司令阿巴努等5名高级军官。查无此事。
53军130师388团防守由涂山经海防到广安的沿海。53军是原东北军部队，西安事变后几经编改，1945年11月派赴越南后，视越南为第二故乡而不愿回国，有不少人娶了越南女子为妻，因此愿意帮助越南人民抗击法国。盟国调查：美国派中国战区第一方面军美军司令加里格准将;英国派驻越军事代表团团长威尔逊中校;苏联派了代表却始终未到。中方拿出种种证据。事件以法方认错道歉和赔偿损失作结。